# Felder Group
Felder Group – austriackie przedsiębiorstwo budujące maszyny z siedzibą w Hall in Tirol. Od założenia w roku 1956, przedsiębiorstwo produkuje maszyny i rozwija technologie związane z obróbką drewna. Paleta produktów marek Felder, Format-4 oraz Hammer obecnie eksportowana jest do ponad 84 państw i dystrybuowana przez ponad 250 oddziałów sprzedaży.

## Historia
W swoim warsztacie, w rodzinnym domu w Absam Johann Felder założył w 1956 roku wraz ze swoją żoną firmę Johann Felder jun. i prezentował już w następnym roku na targach w Wiedniu i Innsbrucku pierwsze maszyny stolarskie. Ze względu na szwankujące zaopatrzenie w elementy żeliwne w 1958 roku powstała własna odlewnia w ogrodzie domu.
W 1961 roku ulica Salzbergstraße 26 w Absam stała się nową siedzibą dla producenta maszyn. Pierwszy eksport obrabiarek do Szwajcarii ma miejsce już w 1962 roku, a rok później rozpoczęła się seryjna produkcja maszyny wieloczynnościowej BU 4. W 1975 roku automatyczna linia formierska została zintegrowana z odlewnią o powierzchni 2000 m², a dwa lata później nastąpiło przeniesienie montażu do nowego budynku, co przełożyło się nową ekspansję firmy. Już w 1979 roku producent maszyn postawił na technologię CNC i zainstalował pierwszą frezarkę CNC do metalu.
W 1982 firma ponownie przeniosła zakład z 65 pracownikami, tym razem do Hall in Tirol do obecnej strefy przemysłowej Hall-Thaur i dzisiejszej siedziby firmy. Johann Felder w 1988 roku założył w Stockholmie pierwszą spółkę córkę Felder Scandinaviaw. Dzięki nowym możliwościom produkcyjnym w 1990 roku powstała jedna z pierwszych maszyn kombinowanych ze stołem formatowym.
W 1993 roku Felder otworzył swoje nowe centrum logistyczne EURO i rozpoczął budowę pierwszego oddziału sprzedaży bezpośredniej Felder w Austrii Górnej, który swoją działalność podjął w roku 1995. 1997 rok przyniósł powołanie do życia przez Felder marki Hammer jako segmentu maszyn niskobudżetowych. Nowy zakład montażowy 2 był kolejnym krokiem w zwiększeniu wydajności produkcji. W 2001 roku nastąpiło wprowadzenie na rynek kolejnej marki: Format-4, marki premium dla rzemieślników i przemysłu. W kolejnych latach asortyment został rozszerzony o centra obróbcze CNC, okleiniarki, pilarki panelowe do rozkroju płyt i prasy do forniru.
W roku 2000 firma jednoosobowa Johann Felder została przekształcona w spółkę komandytową i przez zwiększony udział członków rodziny stała się firmą rodzinną Felder KG. Z rozpoczęciem nowego tysiąclecia zbiegło się uruchomienie nowej linii do proszkowego malowania maszyn. 2005 rok stał pod znakiem rozbudowy centrum logistycznego. W 2007 roku powierzchnia produkcyjna została zwiększona o 11300 m² za sprawą powiększenia hali montażowej 7 oraz zadaszenia 4.5. W 2009 roku po raz pierwszy z linii produkcyjnej zeszły w pełni samodzielnie zaprojektowane i wyprodukowane maszyny CNC do obróbki drewna i płyty meblowej oraz okleiniarki.
Od 2019 roku niemiecka firma Otto Mayer Maschinenfabrik stała się częścią Felder Group. Z zakładem produkcyjnym w Lombach w Niemczech Mayer wnosi do przedsiębiorstwa Felder, 70 lat doświadczenia oraz liczne patenty w budowie pił panelowych do rozkroju płyt meblowych, tworzyw sztucznych i metali nieżelaznych. Do jej osiągnięć należy konstrukcja jednej z największych pilarek do rozkroju płyt aluminiowych o wysokości cięcia wynoszącej 210 mm i długości cięcia 9000 mm.

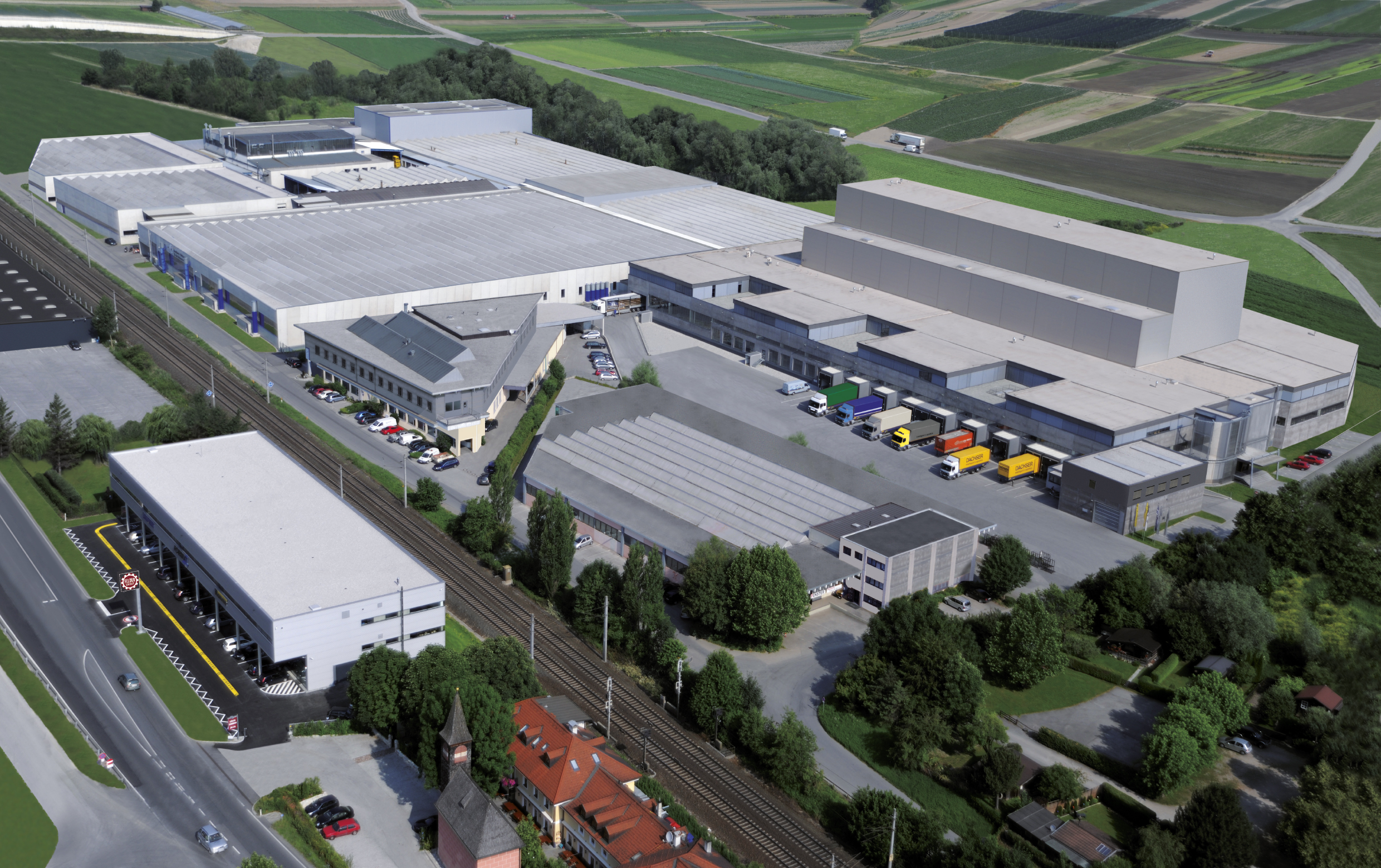
Centrala Felder Group w Hall w Tyrolu (Austria)

## Produkty
Felder Group produkuje w Hall w Tyrolu/Austria od ponad 60 lat maszyny do obróbki drewna dla rzemiosła i przemysłu pod markami Felder, Hammer, Format4 i Mayer. Inne marki Felder Group to Felder Components (produkcja akcesoriów do maszyn), c-tech (maszyny do obróbki tworzyw sztucznych) i world4machines portal do sprzedaży używanych maszyn stolarskich. Zakres produkcji maszyn obejmuje piły formatowe, piły panelowe, obrabiarki 5-czynnościowe, strugarko-wyrówniarki, strugarko-grubościówki, frezarki, prasy do forniru, szlifierki, okleiniarki i centra obróbcze CNC do obróbki drewna i produkcji mebli.

## Nagrody
- Bawarska Nagroda Państwowa 1983 i 1991
- Tyrolskie wyróżnienie dla zakładu kształcenia uczni 2002 – 2016
- iF Design Award 2003 i 2009
- Państwowa nagroda im. Adolfa Loosa w dziedzinie designu 2004
- Państwowe wyróżnienie dla zakładu kształcenia uczni 2004